# Manasz (eposz)
A Manasz (kirgiz: Манас дастаны, arab: ماناس دستانی, azeri: Manas Dastanı, török: Manas Destanı) a kirgiz nép őseposza, valamint hős főszereplőjének neve. A hazafias mű Manasz és leszármazottai, valamint követői küzdelmét regéli el, akik az ujgurok ellen harcoltak a 9. században, a kirgiz függetlenség megőrzése érdekében. Az epikus költemény első írásos emlékei a 19. századból származnak, de szóbeli közlése a kirgizek szerint sokkal idősebb múltra tekinthet vissza. Manasz ábrázolása olyan eseménysorozat köré szerveződik, amely egybeesik a régió 17. századi történelmével és elsősorban a Dast-i Kipcsaktól délre fekvő hegyek török ajkú népei és a Dzsungária határában élő ojrát mongolok közti kapcsolatrendszert érinti. Mintegy 18-féle változatban szájhagyományként őrződött meg, a szövegben ábrázolt tényleges időhatárok jelenleg is kutatás tárgyát képezik. A mű három kirgiz hősnek állít emléket: a hős Manasznak, fiának Szemetejnek és unokájának Szejteknek.
A Manasz a török dasztán (epikus mondakör, kirgizül dzsomok) része, egy olyan irodalmi műfaj, amely oktatási közegként is szolgált. A kirgizek ezzel hagyományozták át történetüket, értékeiket, szokásaikat és etnikai identitásukat. Az eposz tehát írott nyelv hiányában, a nemzeti tapasztalatok tárolásának és átadásának eszköze volt.
Néhány orosz kutató szerint a Nogaj Horda történetével kapcsolatos epikus legendák széles körben elterjedtek Közép-Ázsia és Szibéria török népei között, szerves részét képezik a kazakok epikus hagyományainak, és részben ezek is tükröződnek a kirgiz epikus Manaszban is. Az Edigü-eposzban leírtak számos népre jellemzők, például a volgai és a krími tatárokra, a kazakokra, karakalpakokra, a baskírokra.
Az eposz első írásos említése egy 1792-1793-ra datálható perzsa kézirat.
A kirgiz kormány 1995-ben ünnepelte a Manasz születésének 1000. évfordulóját a névadó hős Manasz és ojrát ellenségének, Dzsolojnak a tiszteletére. Ebből az alkalomból kiadták az eposz teljes eredeti szövegét, amelyet az utolsó két nagy manaszcsi (énekes mester) emlékezetéből rögzítettek, illetve kiadtak egy kétkötetes „Manasz-enciklopédiát” amely az összes információt és anyagot tartalmazza, ami az eposzra vonatkozik.
A mű több mint 500 000 sorból áll, és bár a kirgiz történészek hangsúlyozzák, hogy a világirodalom leghosszabb irodalmi alkotása, valójában a Mahábhárata, illetve a tibeti Geszer kán eposz ennél hosszabb. A különbség a versszakok számából adódik, a Manasz több versszakot tartalmaz, de ezek sokkal rövidebbek az említett művekénél. 
Az emberiség örökségének elismeréseként 1995-ben az ENSZ közgyűlés megemlékezett a  kirgiz nemzeti eposz 1000. évfordulójáról és egy erről szóló határozatot is elfogadott. Nemzetközi szinten is  ünnepelték ezt az évfordulót, több mint 60 ország részvételével. Számos kiállítást, fesztivált és konferenciát rendeztek ebből az alkalomból Törökországban, Kínában, az USA-ban, Oroszországban, Kazahsztánban, Üzbegisztánban, Fehéroroszországban és más országokban. A Manasz eposzt  2013-ban  felvették  az emberiség szellemi kulturális örökségének reprezentatív listájára.

## Eredete és kiadásai
Az eposzt már a 15. században is említették korabeli források, de a művet csak 1885-ben rögzítették írásban. Valódi eredetével kapcsolatban több vélemény is létezik: vannak, akik a 7. és a 10. század közé datálják, vannak, akik inkább a 11.–12. század közé teszik születését, és olyanok is akadnak, akik inkább a 15. és a 18. század közé helyezik az eposz eredetét.
A Kirgiz Tudományos Akadémia hatvanöt ismert írott változatot tart nyilván, ebből 33 változatot csak az 1. részből. Első, még részleteket bemutató leírása 1856-ban Sokan Singiszuli Valihanov kazah etnográfustól származik, amit 1862–1869 között Vaszilij Vasziljevics Radlov orosz kutató egészített ki a második és harmadik résszel. Ő tette közzé 1885-ben a cirill átírású de kirgiz nyelvű változatot 1885-ben. 1922-től Szagimbaj  Orozbakúlu  manaszcsi (vándorénekes), aki mintegy 250 ezer verssort tudott, és Szajakbaj Karalaúlu közreműködésével a Kirgiz Tudományos Akadémia 18 változatot rögzített írásban.
Legjelentősebb, magyarázatokkal ellátott kiadása kirgiz nyelven Manasz, Kiszkartilip biriktirilgen variant, 1–3. (1958-60) (Frunze) címmel jelent meg.
Oroszul: Epizódok, 1960 Moszkva
Az eposz Walter May által elkészített angol fordítása 1995-ben jelent meg, Manasz születésének feltételezett 1000-ik évfordulóján, majd két kötetben, 2004-ben, másodszorra is kiadták.

## Jelentősége

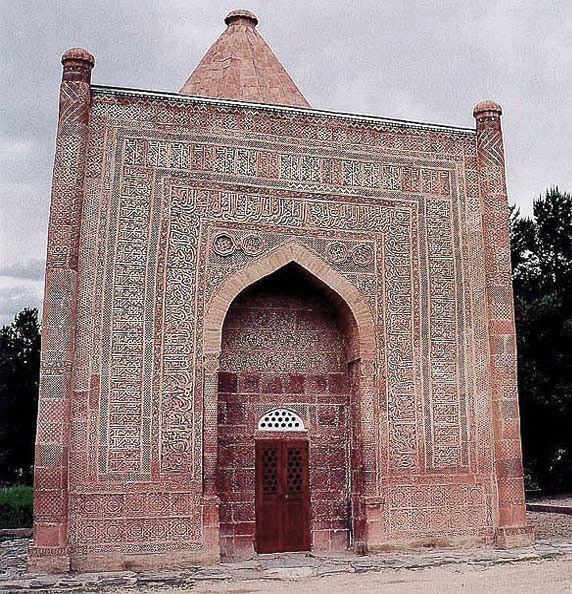
Manasz mauzóleuma Talasz közelében

Ez az eposz jelenti a kirgiz irodalom hagyományos alapját, erre épül szinte minden kirgiz művészeti alkotás, kirgiz ünnepségeken folyamatosan előadják verseit, amikor egy hagyományos manaszcsi, azaz énekmondó, háromhúros komuz-zal kísérve mondja el a bús-borongós dalokat. Szólások és közmondások, népi bölcsességek származnak a műből. Az eposz népies nyelvezete és képi gazdagsága az évszázadok során előadóművészek sokaságát ihlette meg. A „hivatalos” előadóinak számító manaszcsikat nagy megbecsülés veszi körül az egész közép-ázsiai térségben. A leghíresebb manaszcsik európai, sőt világ körüli turnén is bemutatják az eposzt, igen megbecsült művészek. Közülük is kiemelkedik Rüszbek Dzsumabajev manaszcsi. Szagimbaj Orozbakúlu (1868–1930) és Szajakbaj Karalaúlu (1894–1971) manaszcsik csaknem egymilló sor szöveget jegyeztek meg és adtak át a folklórgyűjtők számára.

## A főhős személye, történelmi vonatkozások
A monda szerint Manasz Kirgizisztán északnyugati részén, Talasz körzet Ala-tau (a mai Tien-san) hegységében született. A Talasz várostól körülbelül 40 km-re található mauzóleum a mondák szerint az ő maradványait őrzi, a kirgiz utazók, vándorok kedvelt látogatási helye. A főhős alakját népmesei, mitológiai motívumok övezik. Két mestere, Bakaj és Kosoj segítségével vívja gigászi harcát nemcsak hús-vér ellenségeivel, hanem varázslókkal, démonokkal is. Jutalmul Kanikejnek, a szépséges jövendőlátó hősnőnek nyeri el kezét.
A mű a Mongólia területén regnáló Ujgur Birodalmat (744–840) megdöntő jenyiszeji kirgizek 10. századi Kitaj Birodalommal vívott harcait örökíti meg, azonban kronológiai szempontból több réteget is tartalmaz. Közép-Ázsia népvándorlásoktól és harcos birodalmak hódításaitól hangos történelmére az eposz egyrészt a mongol invázió korszakához, vagy pontosabban a Nogáj Horda korszakához, egy nomád államhoz kötődik, amely az Aranyhorda összeomlása eredményeként jelent meg, a Volga és az Urál között a 14. század vége és a 15. század eleje között. Továbbá reflektál a Csagatáj Birodalom és Timur Lenk jelentette veszélyekre, amelyet áthatnak a kazak és kirgiz törzsek függetlenségi harcai, másrészt az ojrát mongolok betöréseinek visszaverése a 17. – 18. században, végül a Mandzsu Birodalom (Csing-dinasztia) elleni küzdelem (18. század) jelenik meg az eposz éneklése során. A pogánynak tekintett mongol (ojrát) nemzetségeket a nomád kirgizek kalmakoknak (vagy kalmüköknek) nevezték, ami később a kirgiz folklórban már az ellenség egységes neve volt. Az ojrátok viszont a muszlim nomádokat burutoknak hívták, ezek az elnevezések az eposzban és fordításában is visszaköszönnek.
Az eposz kapcsolatai a közép-ázsiai hősénekekkel, elsősorban az Edigü-eposszal cáfolják azt a széles körben elterjedt véleményt, miszerint a Manasz elszigetelt a közép-ázsiai epikus hagyományoktól. Az epikus nevek bősége tanúsítja a közép-ázsiai népek (különösen a kirgizek és a kazakok) közös történelmi sorsát és epikus hagyományaik kölcsönhatását. Ez az interakció nyilvánvalóan a kirgiz nép történetének Tien-san hegységben eltöltött periódusára utal, pontosabban a 15 – 18. század időszakára. Ez már lehetővé teszi a közép-ázsiai, elsősorban a kirgizi eposz történelmi rétegeinek megkülönböztetését.

## Magyar vonatkozások
A hőseposz első teljes magyar fordítását a Magyar Tudományos Akadémia Bölcsészettudományi Kutatóközpont Történettudományi Intézet igazgatója, Fodor Pál ünnepélyes keretek között adta át az olvasóknak. Az ekkor kiadott mű Somfai Kara Dávid, az MTA BTK Néprajztudományi Intézet munkatársának munkája, Csáji László Koppány költői műfordításával. A rendezvényen megjelent a kirgiz parlament elnöke, Turszunbekov Csünübaj Akunovics is. Itt elhangzott, hogy Csingiz Ajtmatov kirgiz író, aki 2005-ben járt Magyarországon a könyvhét alkalmából, a Manasz hőseposzra támaszkodva újította meg, és ismertette meg a nagyvilággal a kirgiz irodalom kincseit. Európában elsők között, 1911-ben német nyelven egy 72 soros részlet jelent meg a Keleti Szemle folyóiratban Almásy György fordításában. Később Mándoky Kongur István is tervezte az eposz lefordítását.  1979-ben Urayné Kőhalmi Katalin válogatásában és Bede Anna fordításában az Európa Könyvkiadó adta ki a Manasz első magyar nyelvű, rövidített változatát (terjedelme a 2016-os teljes kiadás szövegének mintegy tizede).

## Az eposz formai elemei
A szöveg ritmusát a hangsúly- vagy ütemszámlálás adja. Ennek a verselési formának a Manasz egyfajta archaikus példája, amely nem idegen a magyar olvasóktól, hiszen az Ómagyar Mária-siralom is hasonló formára támaszkodik. Az ütemhangsúlyos verselés a sorok szótagszámát is meghatározza. A sorok két ütemet tartalmaznak és többnyire hét szótagból állnak, így aszimmetrikus főütemek alakulnak ki (négy hosszabb és három rövidebb). A verselés fontos jellemzője az alliteráció. Példa az ütemhangsúlyos verselésre: 
Négyszáz kalmak ott bámult,

De Manasz rájuk rontott,

Harcosok felé fordult,

S erre mind felocsúdtak,

Hatalmas kondér fejű

Langge nevű hős vitéz

Buzogányát markolta, 

Gyorsan felpattant, harcolt. 

    Somfai Kara Dávid és Csáji László Koppány fordítása, 2017

## A történet összefoglalása

A Manasz cselekményeinek helyszíne a mai Kirgizisztán térképén

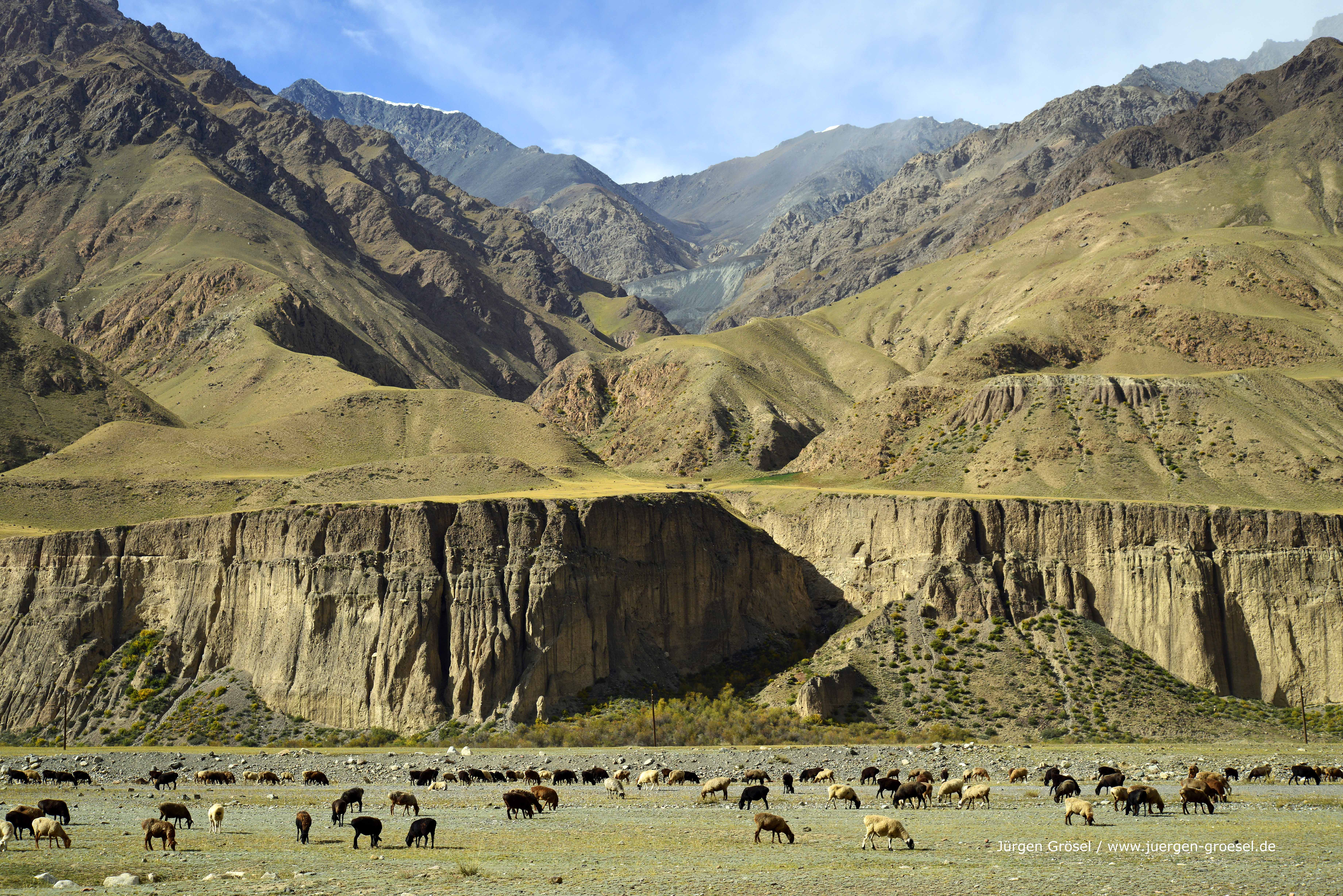
A Tien-san hegységrendszer vonulatai a kirgizisztáni Iszik-köl körzetben

### Manasz születése és gyermekkora
Az Altaj hegyei között a mandzsu és kalmük nép területei környékén Dzsakip, a kirgiz nemzetségfő szomorú, mivel eddig nem született utóda, és már lemondott arról, hogy vagyonát méltó fiúörökösre hagyja. Csijirdi, első felesége hiába vigasztalja. Ő is az gondolja, mint a férje, hogy neki már nem lehet gyermeke így utód nélkül marad a törzsük. Dzsakip második felesége, Bakdőlöt szintén bánkódik, mivel eddig ő is terméketlennek bizonyult, és ezért nem tudja férjét boldoggá tenni.
Egyik éjjel Dzsakip különös álmot lát, amit egyfajta jóslatnak értelmez. Felébreszti feleségét és elmeséli neki, hogy álmában egy rikoltozó madarat látott, aki valamikor majd minden jószág ura lesz égen és földön.
Csijirdi azt javasolja neki, tartsa titokban álmát, hívjon világra szóló vendégséget, vágjanak le sok marhát, ha ők meghalnának is, azok gazdátlanul ne maradjanak. Második felesége, Bakdőlöt is álmot lát, ő egy szép sólymot, amit Dzsakip a karján reptetett. Azt tanácsolja, hogy a vezér áldozzon állatokat, vendégelje meg a kirgiz törzseket, hiszen a sírba úgyse tudja magával vinni vagyonát, egyúttal tekinthető ez a nagy vendéglátás áldozathozatalnak is születendő gyermekükért – ne legyen fukar, nincs mit vesztenie –, győzködi.
Bár Dzsakip először mérges lesz asszonyai beszédét hallva, mégis megfogadja tanácsaikat és megvendégeli népét. Számtalan állatot feláldoz, majd elmondja álmát barátainak és harcostársainak. Egyik vezére, Bajdzsigit szerint a madár valószínű gyermeket jelent, aki majd hatvan éves koráig a kirgizek vezére lesz, minden hősnél nagyobb és félelmetesebb harcos, aki a kirgizek népét a dicsőség útján vezeti. Második felesége, Bakdőlöt pedig két fiút szül majd, akik Dzsakip elsőszülöttének örökségét továbbviszik.
A lakoma után kilenc hónappal Csijirdi, Dzsakip első asszonya hat napi vajúdás után fiút szül, aki a köldökzsinór elvágása után már fel is áll, súlya mint egy tizenöt éves gyereké. Megviszik a jó hírt a hegyekben vadászó Dzsakipnak, aki örömében elájul. Mikor hazatér, nagy lakomát csapnak az Ücs-Aral síkságán, meghívnak kipcsak, torgüt kalmük, kitaj törzseket. Az újszülöttet Manasznak nevezik el, ám mivel félteni kellett az ellenséges törzsek, főleg a kalmük kánok merénylőitől, ezért Csong Dzsindi álnéven egy juhászhoz, Ospurhoz adják nevelésre. Itt negyven fiúval bandát szervez és kalandok sokaságát éli át. Ezektől a kalandoktól, amelyek legtöbbször kalmük pásztorokkal vívott csatározásokról szólnak, óva inti gazdája, Ospur, majd apja Dzsakip is, hiszen tartanak a kalmükök bosszújától.
Manasz nem hallgat rájuk, provokálja a békés kalmük pásztorokat, azok feldühödnek és rátámadnak, ám Manasz legyőzi őket. Dzsoloj, a kitaj vezér bosszút esküszik. Manasz kemény csapást mér a vezérre, aki bár elmenekül, de legkeményebb vitézét küldi Manasz ellen, Kamant. Manasz végez vele, ezzel a kirgizek nagy harcosává válik.

### Neszkara – Kosoj – Alóke – Sóruk
Dzsakip távolban élő bátyja, Báj hazaindul szülőföldjére, azonban útközben elfogják, és itt hírét veszi, hogy a kalmük vezér, Neszkara megsemmisítő bosszút tervez a még csak 13 éves Manasz ellen. Nagy sereggel a kirgizekre tör, hogy végezzen Manasszal. Báj figyelmezteti Manasz apját, Dzsakipot a veszélyre, aki nagyon megrémül és gyáván viselkedik. Manasz egy csatában legyőzi Neszkarát, de seregének megkegyelmez. A kalmükök hűséget esküdnek a hősnek, aki a kirgizek családjába fogadja őket.
Eszen kínai kán fejvadászokat küld rá, de Manasz felettük is győzelmet arat. Félve Eszen bosszújától, a kirgizek sereget szerveznek és kánt választanak maguk közül. Manasz lesz a kirgizek nagykánja.
Ak-Balta, Manasz tanácsadója figyelmezteti vezérét, hogy él messze az ala-taui (Tien-san) kirgizek között a nagy hírű Kosoj vitéz, keresse fel, útközben ismerje meg azt a tájat és vidéket, amelynek uralkodója lett.
Manasz felkeresi Kosojt, aki barátsággal fogadja, és hűséget esküszik neki. Felkéri, segítse őt Eszen kán elleni harcában, ebbe Kosoj beleegyezik. Manasz országjáró útjáról hazatérve felhívja a kirgizekkel szövetséges kánságokat, hogy álljanak mellé és indítsanak országvédő háborút a kalmükok és kitajok ellen. Az egyesült kirgiz sereg lezúdul az Altaj hegyeiből és ellepi a síkságokat. Tekeszbe érve azonban megtorpan, látva az ellenség hatalmas haderejét. Tekesz kalmük urai ugyanis hallván a kirgizek mozgolódásáról, összecsődítik a környék kalmük, kitaj, kipcsak népeit és végső csatát hirdetnek, amelyben Manasz majdnem elveszti látását. A csatát Manasz nyeri, Tekesz vezérét megöli. A seregnek itt is megkegyelmez és kéri, hogy válasszanak maguk közül kánt, aki majd engedelmességgel tartozik neki.
Győzelmi ünnepet ülnek, harci játékokat tartanak. Megismerkedik az egyik kalmük vezér, Karacsa lányával, Szajkallal, aki derekasan kivette részét a csatákban. A lány kihívja a férfiakat barátságos küzdelemre a versenyen, ám egyedül Manasznak van bátorsága kiállni ellene. A hősnek megtetszik a lány, fél megsebezni őt a viadalban. Kettejük ádáz küzdelme során Manasz megsebesül, Szajkal többször is felülkerekedik a kirgiz harcoson, míg végül a lány úgy dönt, nem harcol tovább ellene, Manasz hiába kérleli őt. Az eldöntetlen küzdelem hevében úgy tűnik, Szajkal szerelemre lobban Manasz iránt.
A kirgizek serege egyre növekszik, miközben az Altajból átvándorolnak az Ala-tau (Tien-san) hegységbe. Manaszt megelőzi híre, a Fergána-völgy, Kokand, Szamarkand várja jöttét. A hírnökök és a helyiek óva intik a körzet urától, a kalmük Alókétől, aki elfoglalta és feldúlta a kirgizek régi szálláshelyeit, szétszórta állataikat és az ősi kirgiz földön dölyfösen terpeszkedik. A sereg a termékeny Talasz-völgybe ér, ahol még számos, neves kirgiz nemzetség csatlakozik hozzájuk, és néhány mandzsu törzs is hitet tesz Manasz mellett. Itt seregszemlét tartanak, és elhatározzák, hogy közös erővel Alóke ellen indulnak.
Margalang városban a Karaszuk-folyó partján volt Alóke szállása, házának kertjében vadállatok sokasága élt, tigrisek, párducok, oroszlánok, farkasok, sőt még egy sárkány is. Manasz egyedül indul Alóke várába, hogy kifürkéssze annak haderejét és szándékait. Alóke tettetett udvariassággal fogadja, ám közben jövőlátó tudományával rájön, hogy Manasz nem könnyű ellenfél, és mindenképpen győzni fog, ez ellen ő tehetetlen. Ezért állataival akarja felfalatni a kirgiz hőst és seregét, ám a vadak meghunyászkodnak Manasz előtt, és behódolnak neki. Aki mégis rátámad, azzal a hős Manasz kegyetlenül végez. Ekkor Alóke méreghez folyamodik, ám a kirgiz vezér és csapata nem eszik a vendégeknek szánt ételből. Később legjobb vitézét, a kipróbált Tükürüköt küldi ellene, de Manasz legyőzi őt is. Alóke már könyörög életéért, szabad elvonulást kér, a kirgizek nagykánja megalázva őt elzavarja a vidékről.
A majmúnok kánja Sóruk hetvenkedik, a kirgizeket becsmérli, elbizakodottságában nem veszi komolyan a kirgiz sereget. Öt gyermeke közül az idősebbik lánya, a szépséges Ákilaj álmot lát, amelyben hatalmas áradás mossa el a majmúnok népét. Egyedül Akilaj és apja, Sóruk menekül meg. Sóruk ezt úgy értelmezi, hogy az áradás a kirgizek serege, de ők megmenekülnek Isten segítségével, tehát fel kell venniük a harcot ellenük, és akkor legyőzhetik őket. Elindul tehát seregével, útközben sarcolja a kirgizek szállásait, akik családjaikkal a hegyekbe menekülnek. Amikor Manasz visszatér egy vadászatról, sanyarú sorsukról panaszkodó kirgiz családokat, öregeket talál, akik szemére vetik, hogy bár elhozta őket erre a vidékre, de megvédeni már nem tudja, Sóruk kegyetlenül sanyargatja őket. Manasz iszonyú haragra gerjed, összeszedi harcosait és a tomboló Sórukra támad, aki sorra küldi rá legjobb vitézeit, Dögösőt, Csecsendert, Kültüt, de hiába, mind odavesznek a hős kirgiz vitézzel vívott közelharcban. Sóruk, látva Manasz erejét és elszántságát, úgy dönt, inkább behódol neki, lányát és ajándékok tömegét felajánlva meghunyászkodik Manasz előtt, aki kigúnyolja őt, de elfogadja hódolatát.

### Almambet
Eközben a pekingi kalmükök egyik vezére Azíz azon siránkozik, hogy nincs fiúutóda, ezért szüzek százait hívatja táborába, hogy magához illő feleséget szerezzen és akik közül a legalkalmasabbat kiválasztja majd feleségnek. Egyik kirgiz asszonyától, Altinájtól meg is születik gyermeke, Almambet, aki már igen korán kitűnik különleges képességeivel. Sárkányoktól tanulja el a bűbájt, a titkos tanításokat és harci cselekedetekben képezi magát. Bár a kitajok között cseperedik, és a kirgizeket ellenségének tartja, igazságos vezérré válik a kalmükök között. A nép szereti, ezzel azonban Azíz testvérét Eszen kánt haragítja magára, aki féltékeny az ifjú vitéz sikereire. Almambet megbecsült harcos lesz, de Eszen kán ármánykodásai miatt menekülnie kell kalmükföldről, így a kazakok közé kerül, ahol szintén kivívja a nép megbecsülését. Itt sincs sokáig maradása; a kazak kán fia Kökcse, úgy hiszi Almambet szemet vetett feleségére és féltékenységében elüldözi birodalmából. Almambet hiába bizonygatja ártatlanságát. Nem is sejti, hogy ez is egy ellene kitervelt csel része, ami arra irányul, hogy az ifjú vitézt elüldözzék a vidékről. Nincs más lehetősége, minthogy elhagyja szülőföldjét és szerencsét próbáljon a kirgizek lakta vidéken.

### Kanikej
Manasz egy éjjel álmot lát, amit úgy értelmez, hogy egy napon, egy hozzá hasonló hős vitéz csatlakozik majd hozzá. Így is történt, megismerkedik Almambettel, akit seregébe fogad. Ak-baltának, Manasz öreg tanácsadójának és harcostársának a fia Csubak szintén nagy harcos, rettegi őt minden kalmük, de nyughatatlan természetével állandóan veszélybe sodorja kirgiz társait. Egy alkalommal a gazdagságáról híres Buharát szemeli ki, hogy elűzze onnan a betolakodó kitajokat, kalmüköket. Buhara kánjának, Temírnek csodaszép lánya, Kanikej, hogy megmentse városát, kihívja Csubakot, hogy párviadalban megmérkőzzék vele. Csaknem legyőzi a  kirgiz vitézt, aki meglepődik a buharai lány bátorságán, és eláll a város azonnali bevételétől. Úgy dönt, előbb sereget és erőt gyűjt. Talasz felé haladva találkozik Manasszal és szűk vezérkarával, és elmeséli nekik, milyen harcosok vannak Buharában, egyúttal Manasz figyelmébe ajánlja a lányt. Kanikejnek is megakad a szeme az ifjú kirgiz vitézen, Manaszon.
Manasz apját, Dzsakipot küldi lánykérőbe, akit először visszautasítanak, mivel Kanikejt apja túl fiatalnak találja a házassághoz, de hallván Manasz sikereiről, feleségül adja a lányt, aki elhagyja a szülői házat. Egyúttal legjobb barátnője, Arúke is párt talál Almambet személyében.

### Eszen
A pekingi Eszen kán nem tudja túltenni magát korábbi vereségén, amit Manasszal szemben elszenvedett, újabb bosszút forral. Elküldi a kirgiz foglyokból kalmükké lett Köz-Kaman és Kökcse-Köz alattvalóit, hogy színleljenek barátságot Manasszal, rokonságukkal visszaélve férkőzzenek közvetlen közelébe és mérgezzék meg őt. Manasz gyanútlanul a kelepcéjükbe sétál, meghívja a kalmük vitézeket vendégségbe, és megissza a merénylők által elkészített mérget, akik kihasználják azt, hogy a hős vitézt nem kísérik harcostársai. A két áruló kirgiz már feni a kardját, hogy az elbódult és tehetetlen Manasszal végezzenek, de Kanikej gyanút fog, és egyik hű vitézével, Ak-Ajarral vállvetve védelmezik Manaszt, súlyos sebesülések árán kiszabadítják őt a két áruló fogságából. Kanikej egy barlangba viszi a férjét és itt ápolja gyógyító füvekkel, orvosságokkal, ellenméreggel. Amikor már valamelyest erőre kap, őt a Talasz völgyébe, fő szállásukra viszi. A kalmükök balsikerüket megbosszulván véres hadjáratba kezdenek, ekkor azonban már előkerülnek Manasz leghűségesebb emberei, köztük Almambet, aki varázstudományával sűrű esőt és sötétséget hoz az árulók csapatára, akik ijedtükben fejvesztve elmenekülnek. Ebben a csatában kovácsolódik össze Manasz hű vezérkara: Ak-Balta fia Csubak, Uluk kán fia Szirgak, Báj fia Bakaj. Bakaj fejezi le menekülés közben Köz-Kamant, akinek bátyja, Kökcse-Köz bosszútól lihegve a csatába vágtat, de Csubak, miközben Almambetet védelmezi, kivégzi őt.

### Bok-murun – Kökötöj halotti tora
Kökötöj kirgiz nemzetségfő szintén az utódok hiányától szenved, nincs kire hagynia vagyonát, ezért úgy dönt, hogy örökbe fogad egy szegény sorsú gyermeket, Bok-murunt, és vele osztja meg javait. Amikor Bok-murun tizenkét éves lesz, Kökötöj meghal és örököse úgy dönt, világra szóló halotti tort ül mostohaapja tiszteletére, ahova meghívja a környék híres vitézeit, legyen az kirgiz, afgán, kazak, kara-kitaj, mandzsu vagy kalmük. Ám önteltségében, magát nagyobbnak tartva Manasznál, őt szándékosan kihagyja a meghívottak közül, amin a kirgiz nagykán rettentően felháborodik és bosszút forral. Manasz harcostársa, Kosoj megpróbálja Bok-murunt rábeszélni arra, hogy hívja meg Manaszt a torra, de az hajthatatlan. Szétküldi lovasait Ürgencs városától az afgán hegyekig, a Kökcse nagykán uralta kazakoktól Neszkara vezénylete alatt élő mandzsukig. Bok-murun tudja, hogy a kirgizeknek ősi ellensége a mandzsu nemzetség és újabban Neszkara, de úgy gondolta, a fényűző halotti tor, a gazdagság majd elveszi a viták élét és esetleg új szövetségesekre is lelhet általuk. A nemzetek megjelennek a halotti toron, eljön Neszkara is, aki büszkeségétől megrészegülve meg akarja mutatni a mandzsuk felsőbbségét a kirgizeknek, ócsárolja őket, és lovaikat el akarja venni tőlük. Megrémül erre Bok-murun és sopánkodik, miért is nem hívta meg a nagy Manaszt, hiszen ő megvédhette volna őt. Elmegy ezért Kosojhoz, Manasz hű emberéhez és kérleli, adjon tanácsot, mitévő legyen. Kosoj azt tanácsolja, küldjön követet Talaszba, Manasz és Almambet szállására, engesztelje ki a vitézeket, Csubakot, Szirgakot és Sútunt. Ajdar, Bok-murun követe el is megy hát, de Manasz dühében majdnem megöli őt, Kanikej és hős Bakaj kérleli, legyen belátással, Bok-murun fiatal még, meggondolatlan és dölyfös, nem használ a kirgizek ügyének a testvérharc. Manasz megenyhül, felnyergeli lovát és negyven hű vitézétől kísérve elindul Kökötöj halotti torára.
Bok-murun táborában a kalmükök, kara-kitajok és mandzsuk rettegésben tartják a halotti torra érkező kirgizeket, Neszkara és Dzsoloj kán fenyegeti őket, pusztulást hoznak rájuk, ha nem adják át Bok-murun lovát, akire a kánok szemet vetettek. A fiú már hajlik arra, hogy megadja magát, amikor megjelenik Manasz, és negyven vitézével a kalmük had közepébe vágtat. Rettentően dühös, emlékezteti Dzsolojt és Neszkarát korábbi megalázó vereségükre, és kilátásba helyezi, hogy megsemmisíti őket seregükkel együtt, ha nem viselkednek rendesen. Halotti torra jöttek, hagyják kívül az ellenségeskedést. A két vezér lecsendesedik, úgy tűnik, megbékélnek a helyzettel és elismerik Manasz tekintélyét.
Halotti toron szokásos volt, hogy az összegyűlt gyászoló családok versenyre kelnek különböző harci játékokban, ezúttal is ez történt. Lóversenyt hirdetnek, ahol a puszták népei összemérhetik féltett és híres lovaik kiválóságát és lovasaik tudását. Íjászversenyt is rendeznek, ahol a kalmükök és kara-kitajok rosszul teljesítenek, de a kirgizek, élükön Manasszal elnyerik a legfőbb díjakat. A birkózásban jártas és edzett Dzsolojjal azonban egy kirgiz sem mer kiállni, még Manasz sem, hiszen ő nem jeleskedik a földi küzdősportokban, tekintélyét nem kockáztatja, ezért megkéri a bár öreg, de még mindig harcias Kosojt, álljon ki a kalmük vezér ellen, mentse meg a kirgizek becsületét. Kosoj kiáll és több, vesztesnek látszó fordulat után legyőzi Dzsolojt. A kalmük ezt nem tudja elfogadni és a győzelem után még rátámad Kosojra. Manasz közbeavatkozik és elzavarja a kalmük vezért a halotti torra összegyűlt közösségből.
A versenyek sorában lovas párviadalok következnek, ahol Kongur és Manasz mérkőzik meg egymással. Kongur fennhangon dicsekszik, hatalmas vitéz, a kirgizek meg is rettennek, hiszen féltik vezérüket az izmos, nagy termetű kitaj kántól. Almambet felajánlja, hogy részt vesz Manasz helyett a viadalban, és egyébként is leszámolni valója van Kongurral, hiszen korábban ármánykodásai miatt lett földönfutó, de a kirgiz kán maga akarja learatni a dicsőséget. Manasz végül elfogadja Almambet lovát – hiszen sajátja versenyen volt – és fénylő páncéljában, amit Kanikej készített neki, kiállt Kongur ellen. Legyőzi, sőt azzal, hogy lovát elveszi, meg is alázza őt. Kongur bosszút esküszik, hatalmas sereget szervez, amivel meg kívánja törni Manasz egyre növekvő hatalmát.

### Kongur
A kirgizek, hogy megelőzzék Kongur támadását, összehívják a kánságokat, hogy saját seregükkel ellentámadásba lendüljenek. Az összesített haderőt kirgiz szokás szerint, egy harci kán vezetésére bízzák, aki Bakaj kán, a legtapasztaltabb, ám már öreg törzsi vezető lesz. A vonuló sereg Bakaj vezénylete alatt ellustul, a katonák fegyelmezetlenek és a harci morál fokozatosan romlik. Manasz követek útján megkéri, adja át a vezetést Almambetnek, aki bár kalmük származású, de megbízható, tekintélyes vezető. Bakaj örömmel beleegyezik, így Almambet viszi tovább az egyre növekvő sereget. Ez azonban ellentéteket szül a kirgizek között, elsősorban Manasz régi harcostársa, Ak-Balta fia Csubak neheztel Manaszra, amiért a fővezérséget Almambetnek adta, attól fél, hogy Almambet elárulja őket, hiszen ő nem kirgiz. Amikor ennek hangot ad, és provokálja a fővezért, Manasz közbelép és csitítja a feleket: inti őket, soha ne álljanak szembe egymással. Figyelmezteti Csubakot és Almambetet, hogy minden belső viszály a kalmükök malmára hajtja a vizet, egységükön a kirgiz nép sorsa múlik. Így hát a szemben álló felek megbékélnek.
Manasz, Szirgak, Almambet és Csubak vezetésével a kirgizek titkos felderítő hadjáratot indítanak, hogy felmérjék a kalmükök, kitajok, mandzsuk vidékét, és tervet kovácsolnak a hatalmas kínai Eszen kán városának, Pekingnek a lerohanására. Útközben több kalmük csapattal találkoznak, akik gyanakodva faggatják őket, míg végül a kirgizek lelepleződnek és harcra kényszerülnek. A kisebb csetepaték után úgy döntenek, hogy elindítják a Talasz völgyében állomásozó kirgiz sereget, így a végső, mindent eldöntő  háború megkezdődik. A másik oldalon Kongur báj, a kalmükök fővezére a többi kánnal, Neszkarával, Dzsolojjal és seregeikkel megindul a kirgizek ellen és heves harc veszi kezdetét. A zűrzavarban a hősök mindkét oldalon az erős vezéreket keresik, hogy megütközzenek egymással. A szemben álló felek nem bírnak egymással, de a kirgizek a nagy vészben többször egymás segítségére sietnek és kimentik egymást a biztos pusztulásból.
Mindkét fél súlyos sebesüléseket szenved a másiktól, sokáig úgy tűnik, a csata egyik fél számára sem dől el kedvezően. Sok kirgiz elpusztul a csatában, de nem adják fel a küzdelmet. A kalmükök bevetik rettegett, már-már mesebeli, varázslatos harcosaikat, például az egyszemű, bikán lovagló óriás Madigánt, a kirgizek pedig Almambet varázslatával a nyárból telet varázsolnak és megfagyasztják a folyót, hogy átkeljenek rajta. A sokszoros túlerőben lévő kitajok cselt eszelnek ki Manasz elpusztítására, de az nem sikerül nekik. A kirgizek lassanként felszámolják az ellenséges haderőt, Neszkara is fogságba esik, de Manasz Almambet kérésére megkegyelmez neki. A kitajok színleg megadják magukat.

### Manasz halála
Kongur báj megtudja, mi Manasz gyengéje, hogy lehet őt megölni: ima közben kell meglepni, akkor védtelen. Tőrbe csalja Manaszt színlelt fegyverszünet ígéretével. Manasz elfogadja azt, ám Kongur nem tartja be a szavát és a kirgizek pihenője közben serege támadásba lendül. Kongur Sipsajdárt, a legjobb mesterlövészét küldi Manasz leghűségesebb fegyvertársaira, aki orvul, sziklák mögé bújva végez áldozataival. Így esik el Szirgak és sebesül meg a híres vitéz, Ak-Balta fia, Csubak is, akit Almambet ment ki a kitajok gyűrűjéből. Csubak bosszút esküszik, és utolsó erejével rátámad Kongurra, ám Sipsajdár orvul kilőtt golyója újból eltalálja és ezt már nem éli túl. Almambet hiába siet megmentésére, Sipsajdár lesből őt is lelövi.
Eközben Manasz, tudomást szerezve harcostársai haláláról, bosszút áll, kaszabolja a kalmüköket, ám a csatában ő is megsebesül. Kongur, a kalmükök vezére a harcok szünetében meglesi Manaszt imádság közben és nyakszirten szúrja. A lándzsa hegye beletörik a vezér testébe és a seb elmérgesedik. Bár a kalmük sereget nagy áldozatok árán legyőzik, és Manasz már hazamegy a Talasz-völgybe feleségéhez, Kanikejhez, azonban a kirgiz harcos érzi, hogy súlyos sebet kapott. Fiát, Szemetejt kívánja látni. Az orvosságok nem segítenek, Manasz egyre rosszabbul van, végrendelkezik. Amikor meghal, hatalmas gyászünnepet ülnek, állatokat áldoznak, emlékművet állítanak, de a sír helyét titokban tartják. Örökségét fia, Szemetej és unokája Szejtek viszik tovább.

## Megjelenése a kultúrában
A mitikus hős, Manasz alakját a kirgiz emlékezet és kultúra számtalan módon megörökítette. Emlékére az eposz születésének ezer éves évfordulója alkalmából 1995-ben Talasz városának közelében emlékparkot hoztak létre (Manasz Ordo). A Manasz Egyetemet (Kirgizistan Türkiye Manas Üniversitesi) a Törökország kormánya és a Kirgiz Köztársaság kormánya között 1995-ben létrejött megállapodás alapján alapították Biskekben. Repülőtér és katonai légibázis viseli a nevét, alakja feltűnik bélyegeken, pénzérméken. Abdilasz Maldibajev Manasz címmel operát komponált a személyéről. Nyikolaj Sztyepanovics Csernih szovjet csillagász 1979-ben a 3349 Manas kisbolygót nevezte el a hősről. A legmagasabb kirgiz kitüntetés a Manasz Rend. Nemzetközi viszonylatban  Liz Williams sci-fi író Nine Layers of Sky című regényében a modern korszakban ábrázolja Manaszt és Ilja Muromec orosz legendás hőst. A kirgiz kormány 2017-ben a WHO támogatásával átfogó egészségügyi reformprogramot hirdetett, amelyet a hősről neveztek el. 2019 márciusában Emilbek Kaptagajev kirgiz politikus, volt elnöki kabinetfőnök felvetette a főváros, Biskek nevének megváltoztatását Manas-ra. Arra hivatkozott, hogy ez megakadályoz „minden kísértést, amely az évek során  felmerülhet” a város átnevezésével kapcsolatban (a szovjet időkben  Biskek neve Frunze volt). Felvetése, amit egy közösségi portálon osztott meg, vegyes reakciókat váltott ki, bár némi támogatottságot élvez.

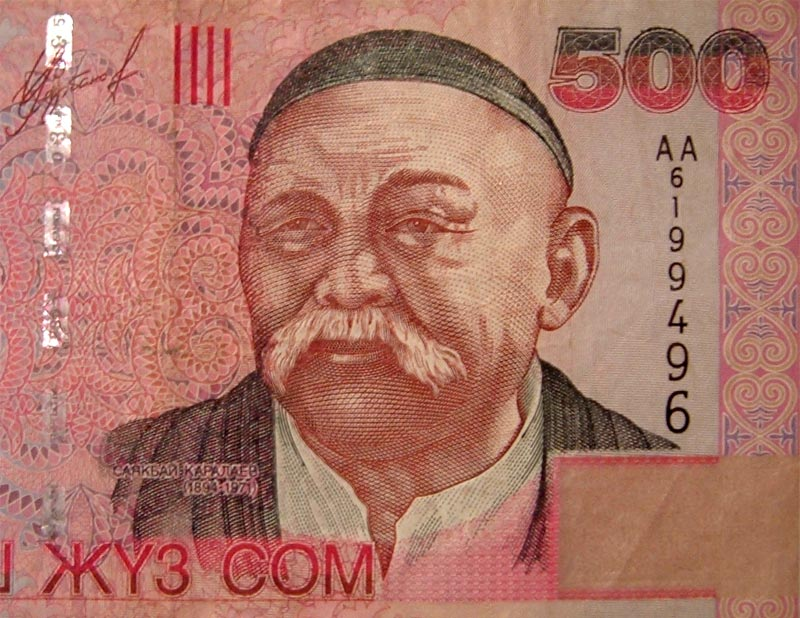
Szajakbaj Karalajev manaszcsi a kirgiz  500 szomos bankjegyen
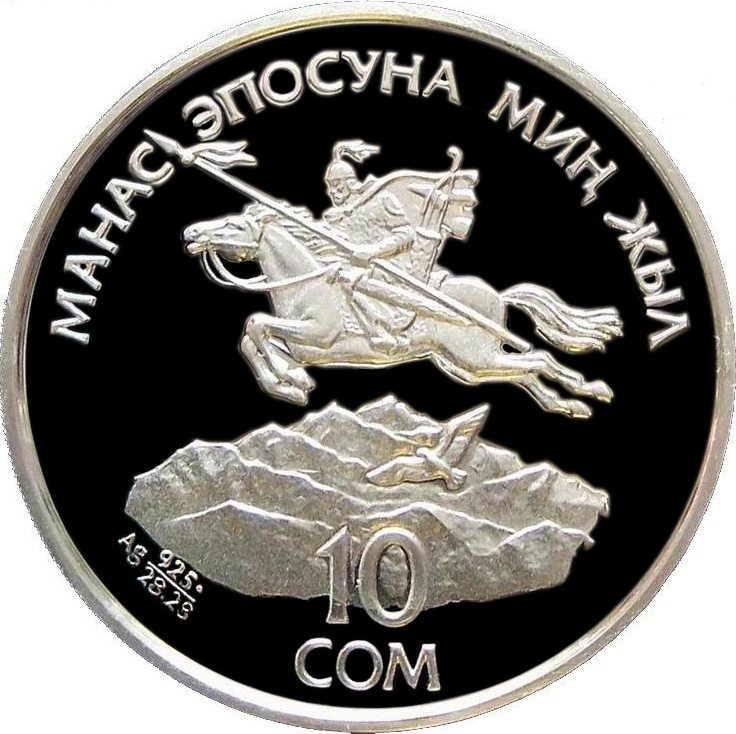
Manasz a 10 szomos pénzérmén
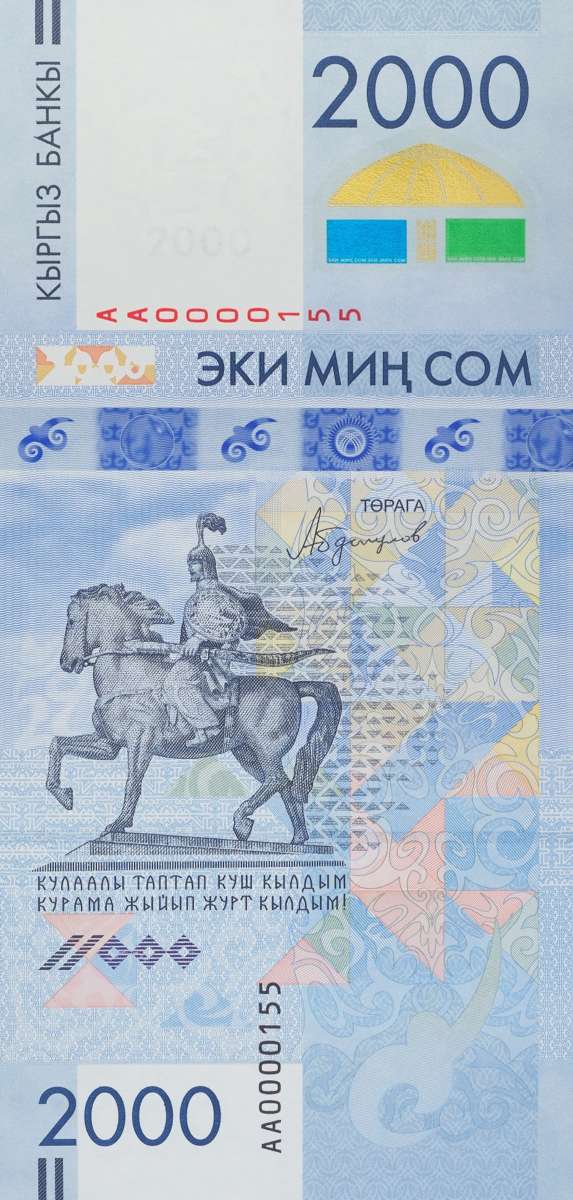
Manasz a 2000 szomos bankjegyen
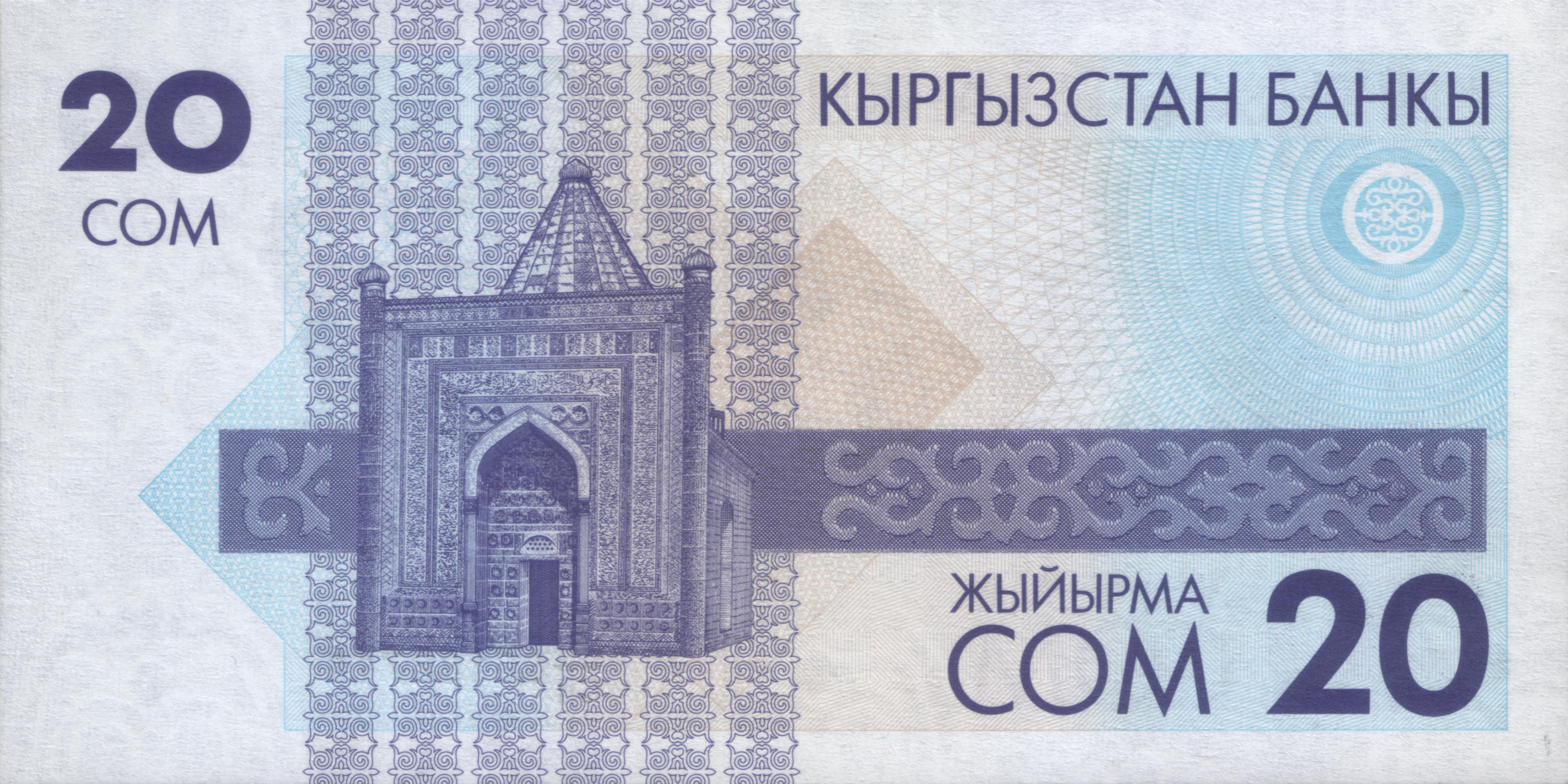
Manasz mauzóleuma a a 20 szomos bankjegyen
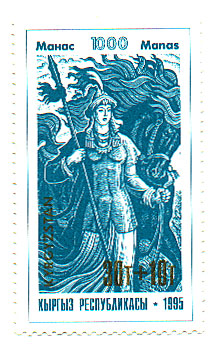
Kirgiz bélyeg a Manasz sorozatból, Szajkal, a harcos hős kirgiz nő.
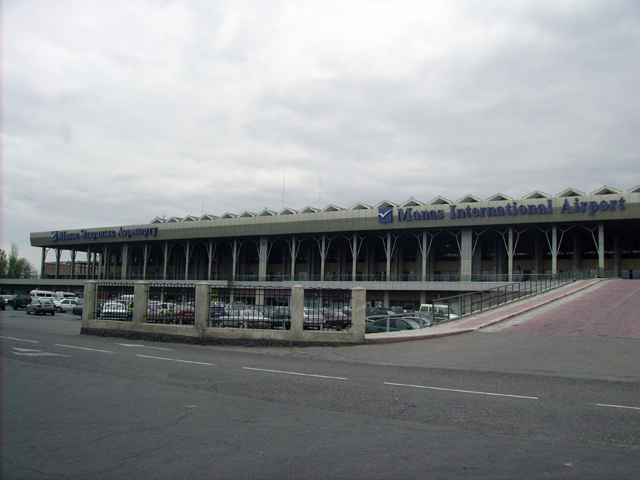
Manasz nemzetközi repülőtér Biskekben

## Magyar kiadások
- Manasz. Kirgiz hősének; ford. Bede Anna, vál., utószó, jegyz. Urayné Kőhalmi Katalin, ill. Kass János; Európa, Bp., 1979
- Manasz. Kirgiz hőseposz; nyersford. Somfai Kara Dávid, műfordítás Csáji László Koppány; Molnár, Bp., 2016 (Török-magyar könyvtár)